# Josef Kvapil
Josef Kvapil (17. ledna 1920, Strašnov – 7. dubna 1988) byl český fotbalista, útočník, reprezentant Československa.

## Fotbalová kariéra
Za československou reprezentaci odehrál v letech 1947–1952 pět utkání a dal jeden gól. Za reprezentační B-mužstvo nastoupil ve dvou zápasech a vstřelil jednu branku. V československé lize hrál za SK Polaban Nymburk, Viktorii Žižkov, Bohemians Praha a DSO Slavoj Liberec. Nastoupil v 137 ligových utkáních a dal 54 gólů.

## Prvoligová bilance
| Ročník                                     | Zápasy | Góly | Minuty | Klub                         |
| ------------------------------------------ | ------ | ---- | ------ | ---------------------------- |
| Národní liga 1943/1944                     | 24     | 15   | –      | SK Polaban Nymburk           |
| Státní liga 1945/1946                      | –      | 6    | –      | SK Polaban Nymburk           |
| Státní liga 1946/1947                      | 25     | 6    | –      | SK Viktoria Žižkov           |
| Státní liga 1947/1948                      | 7      | 2    | –      | AFK Bohemians Praha          |
| Celostátní československé mistrovství 1949 | 22     | 7    | –      | ZSJ Železničáři Praha        |
| Celostátní československé mistrovství 1950 | 26     | 7    | –      | ZSJ Železničáři Praha        |
| Mistrovství československé republiky 1951  | 23     | 8    | –      | ZSJ Železničáři Praha        |
| Přebor československé republiky 1953       | 10     | 2    | –      | DSO Slavoj Liberec           |
| Přebor československé republiky 1954       | 9      | 1    | –      | DSO Spartak Praha Stalingrad |
| CELKEM I. LIGA                             | 137    | 54   | –      |                              |